# Dipsochares nephelopa
Dipsochares nephelopa är en fjärilsart som beskrevs av Edward Meyrick 1937. Dipsochares nephelopa ingår i släktet Dipsochares och familjen mott. Inga underarter finns listade i Catalogue of Life.